# Oh Yoko!
〈Oh Yoko!〉는 존 레논이 작곡하고 연주한 1971년 노래로, 그의 음반 《Imagine》에서 찾을 수 있고 가장 큰 히트곡인 《Working Class Hero: The Definitive Lennon》에서 찾을 수 있다.
이 곡은 그의 아내 오노 요코에 대해 쓰여졌고, 니키 홉킨스가 피아노에, 공동 프로듀서인 필 스펙터가 조화의 목소리를 맡았다. 레논은 단독 녹음으로 하모니카(비틀즈의 〈Rocky Raccoon〉 이후)를 처음 연주하며, 그가 이 악기를 공개된 녹음에서 사용한 것도 이번이 마지막이 될 것이다.

## 배경
레논은 1968년 비틀즈가 인도를 방문하는 동안 이 곡을 쓰기 시작했지만 3년 후인 《Imagine》 세션 때까지 완전히 완성되지 못했다. 이 멜로디는 로니 도네건의 〈Lazy John〉에 의해 영감을 받았다. 이 노래는 1971년 5월 25일 애스콧 사운드 스튜디오에서 녹음되었다.
EMI는 싱글로 그 노래를 발표하고 싶었지만 레논은 거절했다. 《Imagine》에서 발행된 유일한 싱글 곡은 미국의 타이틀 곡이었다. 영국에는 아무것도 발행되지 않았다.

## 대중문화
- 이 곡은 빌 머리와 제이슨 슈워츠먼이 주연한 1998년 《맥스군 사랑에 빠지다》 영화에 출연했다.
- 1973년, 일본 예술가인 타나아미 게이이치는 이 노래를 바탕으로 한 애니메이션 단편 영화를 만들었다.[3]